# RemixeS
RemixeS (рус. Ремиксы) — второй ремиксовый альбом французской певицы Милен Фармер, выпущенный 2 декабря 2003 года на лейбле Polydor Records. В записи альбома приняли участие знаменитые диджеи, в том числе, Junkie XL, Felix Da Housecat и Paul Oakenfold. Альбом получил статус золотого во Франции; число продаж превышает 100 000.

## История
Летом 2001 года пошли слухи, что Фармер и её товарищи готовят новый альбом ремиксов. Лейбл Universal решил создать CD с 11 ремиксами, спродюсированными знаменитыми французскими и международными диджеями и ремиксерами. Альбом был официально анонсирован в июле 2003 года.
Дизайн обложки был создан сестрой Фармер, Бриджитт Готье, на основе фотографии из книги 2001 года о Фармер, перекрашенной, чтобы соответствовать теме.
Некоторые изначально запланированные в альбоме ремиксы не были включены в его финальную версию. Среди таких композиций — «Sans contrefaçon» и «Pourvu qu'elles soient douces» от Jaïa и Gabriel Masurel (Blue Planet Corporation), «Maman a tort» от Joachim Garraud, и ремикс песни «Vertige».

## Список композиций
1. Sans Contrefaçon (JCA Remix) — 5:5
2. L’instant X (The X Key Mix by One-T) — 3:4
3. L'Âme-Stram-Gram (Full Intention Sultra Mix) — 8:02
4. Libertine (Y-Front Remix) — 4:00
5. C’est Une Belle Journée (Devil Head Remix) — 5:10
6. XXL (JXL Remix) — 6:10
7. Je Taimee Melancolie (Felix Da Housecat Remix) — 4:50
8. Pourvu Quelless Soient Douces (Paul Oakenfold Remix) — 4:07
9. California (Romain Tranchart & Rawman Remix) — 6:30
10. Optimistique-Moi (Junior Jack Psycho Vocal Mix) — 8:00
11. Désenchantée (Thunderpuss Club Anthem) — 10:00

## Чарты и сертификации
| Чарт (2003/04)                  | Пиковая позиция |
| ------------------------------- | --------------- |
| Belgian (Wallonia) Albums Chart | 15              |
| French SNEP Compilations Chart  | 3               |
| Swiss Albums Chart              | 81              |

| Страна  | Сертификация | Продажи           |
| ------- | ------------ | ----------------- |
| Франция | Gold         | 150,000 — 200,000 |